# Conselho de Administração de Recursos Fiscais
O Conselho Administrativo de Recursos Fiscais (CARF) é um órgão paritário, de composição dividida entre representantes da Fazenda Nacional e dos contribuintes, vinculado atualmente ao Ministério da Fazenda (Brasil), criado através da Lei nº 11.941, de 27 de maio de 2009. Atualmente é organizado e regido pelo Portaria MF 343, de 9 de julho de 2015. 
Esse órgão é o responsável pelo julgamento em grau recursal de irresignações de contribuintes relativas aos tributos administrados pela Secretaria da Receita Federal do Brasil. Também é responsável pela análise de recursos voluntários, que são apreciados pelo CARF nos casos em que a impugnação do contribuinte é acolhida pela primeira instância do contencioso administrativo, que se denomina Delegacia de Julgamento, os quais são manifestados pelos próprios julgadores de primeiro grau. Há, também, a competência do órgão para julgar, em Câmara Superior de Recursos Fiscais, os recursos especiais dos contribuintes e da Fazenda Nacional, nos casos de divergência entre as turmas julgadoras.
O CARF, atualmente, é formado por 130 conselheiros, dos quais a metade se constitui de Auditores da Secretaria da Receita Federal do Brasil,, que representam a Fazenda Nacional;  a outra metade se compõe  de pessoas indicadas por confederações e entidades de classe, representando  os contribuintes. Segundo Cláudio Damasceno, presidente do Sindfisco Nacional, entidade que representa os auditores fiscais, o modelo de indicações "paritárias" é inadequado, pois os conselheiros representantes dos contribuintes  são sempre "voluntários", ou seja,  teoricamente, nada recebem por sua atuação no Carf. Mas, na prática, trabalham para empresas, sendo pagos por elas para defender seus interesses. Assim, conclui Damasceno, da forma como está organizado atualmente, o Carf   apenas protege os grandes contribuintes em débito com a Receita Federal. A defesa dos interesses do fisco é realizada no órgão pela Procuradoria-Geral da Fazenda Nacional.
De janeiro a agosto de 2016, o CARF julgou um total de 5.996 recursos, dentre os quais 52% das irresignações dos contribuintes foram acolhidas pelo órgão administrativo.

## Antecedentes
Suas origens remontam a 1924, ano no qual o Presidente Arthur Bernardes criou um Conselho de Contribuintes para julgar recursos relacionados ao Imposto de Renda. Com o sucesso da experiência, o governo criou outro órgão julgador, em 1927, a fim de julgar recursos advindos de controvérsias relativas a outros tributos federais, notadamente o então existente Imposto sobre Consumo, tendo sido o primeiro órgão com composição paritária entre representantes da Fazenda Nacional e dos contribuintes. 
Em 1934, contudo, os dois conselhos foram extintos, sendo reinstalados em seguida sob as seguintes denominações e competências: Primeiro Conselho de Contribuintes, competente para julgar controvérsias sobre o Imposto de Renda e o Imposto do Selo e Vendas Mercantis; Segundo Conselho de Contribuintes, responsável pelo Imposto de Consumo, Taxa de Viação e demais tributos não afetos ao primeiro conselho; e Conselho Superior de Tarifa, competente nas questões de classificação de mercadorias.
Os Conselhos de Contribuintes, em 1968, passaram a se subordinar à recém-criada Receita Federal do Brasil, prejudicando a autonomia e a reputação imparcial dos conselheiros, medida esta que não perdurou por muito tempo. Com o crescimento da indústria no Brasil, bem como a progressiva universalização do pagamento de Imposto de Renda, fez com que os Conselhos crescessem em número de componentes, possuindo, em 1992, o 1° Conselho já oito câmaras de julgamento, bem como tornou necessária a criação de um terceiro e quarto conselhos de contribuintes, cujas matérias foram sendo intercalas ao longo do tempo. A fim de uniformizar as decisões do tribunal administrativo, foi criada em 1979, a Câmara Superior de Recursos Fiscais.
A Lei n° 11.941, de 27 de maio de 2009, promoveu uma profunda reestruturação do órgão. Foi abandonada a antiga denominação de Conselho de Contribuintes, sendo todos eles agrupados em um novo órgão, o Conselho Administrativo de Recursos Fiscais, este dividido em três seções: a Primeira, competente para julgar matéria relativa ao Imposto de Renda das Pessoas Jurídicas, Contribuição Social sobre o Lucro Líquido, contribuições dos optantes pelo Simples Nacional, bem como matéria residual; a Segunda Seção, afeta ao julgamento de controvérsias sobre o Imposto de Renda sobre as Pessoas Físicas, Imposto Territorial Rural e contribuições previdenciárias; e a Terceira Seção, que cuida do Imposto de Importação, Imposto de Exportação, PIS/Cofins, Finsocial, Imposto sobre Produtos Industrializados e Imposto sobre Operações Financeiras. Foi mantida, ademais, a Câmara Superior de Recursos Fiscais, competente para julgar recursos especiais dos contribuintes e da Fazenda Nacional a fim de sanar divergência entre julgados.
Desde a entrada em vigor do novo regimento do CARF, em 9 de julho de 2015, seu número de conselheiros reduziu de 216 para 130.

## Nascimento e trajetória do CARF
Criado em dezembro 2008 e instalado em fevereiro de 2009, o CARF é um marco divisor na história do contencioso brasileiro. Assumiu interinamente a presidência do órgão o então presidente do Primeiro Conselho, Antônio José Praga de Souza, que ocupou o cargo até a nomeação definitiva de Carlos Alberto Freitas Barreto. Em maio daquele ano, as atribuições dos Conselhos foram transferidas para três Seções de Julgamento do CARF, cada qual composta por quatro Câmaras, oito Turmas e respectivas Divisões Administrativas.
As competências de julgamento ficaram assim definidas:
• Primeira Seção: Imposto de Renda de Pessoas Jurídicas, CSLL, SIMPLES e demais tributos que não atribuídos a outras Seções de Julgamento;
• Segunda Seção: Imposto de Renda de Pessoas Físicas, Imposto Territorial Rural e contribuições previdenciárias;
• Terceira Seção: tributos de importação e exportação, PIS/PASEP, COFINS, FINSOCIAL, IPI, IOF, CPMF e IPMF.
O Regimento Interno do órgão recém-criado instituiu novos parâmetros para a seleção e tempo de mandato de conselheiros, a tramitação prioritária de processos, a instalação de Turmas Especiais e outros procedimentos. Paralelamente, num reconhecimento inédito, um ato ministerial possibilitou a vinculação de súmulas do CARF a toda a Administração Tributária Federal.
A despeito das resistências, comuns em todo processo de mudança, a equipe liderada por Barreto empenhou-se em modernizar o funcionamento do CARF e a cultura organizacional há muito enraizada. Em 2010, deu início a um amplo projeto de alinhamento estratégico, planejado e conduzido por especialistas da Fundação Getúlio Vargas. Intitulado “Novo CARF”, o projeto definiu o direcionamento institucional do órgão e as ações necessárias para seu aperfeiçoamento administrativo. Processos de trabalho e gestão foram revistos, metas e referenciais estratégicos estabelecidos, e definidas ações para estimular as competências individuais.
Foram criados o Prêmio de Mérito Funcional Ministro Leopoldo de Bulhões, para valorização e reconhecimento de servidores e conselheiros, e o Prêmio CARF de Monografia em Direito Tributário, para estimular pesquisas e debates sobre o tema. Foi realizado o primeiro Seminário CARF de Direito Tributário, com ampla repercussão e participação do público especializado, e hoje um dos principais foros de discussões sobre o contencioso fiscal federal. 
Paralelamente, o CARF organizou manuais e guias de trabalho para roteirizar e padronizar procedimentos internos e orientar o público em geral, como manuais de exame de admissibilidade de recursos especiais, de agravos e de embargos, e editou publicações especializadas. Para um público mais amplo, visando difundir sua história e relevância, publicou o livro CARF - 85 anos de imparcialidade na solução de litígios fiscais, fruto de uma pesquisa que abordou os primórdios do contencioso administrativo brasileiro e resgatou a memória dos Conselhos.  A tecnologia foi um dos focos principais nos primeiros anos da gestão do CARF, em especial quando esteve sob a presidência de Barreto, importância como ferramenta de agilidade, modernidade, transparência e segurança. Lançou-se o projeto “CARF sem papel”, destinado a abolir definitivamente a produção e trâmite de papel. Organizou-se um mutirão para escanear todo o acervo do órgão e determinou-se a obrigatoriedade de formato digital para o recebimento de novos processos. O projeto foi desenvolvido e teve grande parte dos processos fiscais digitalizados no primeiro ano. Com a transferência de Barreto para a Receita Federal, em 2011, os processos passaram a ser digitais desde a origem, o que facilitou a evolução desse projeto. Em 2015, o projeto seria concluído plenamente com 100% do acervo gerado e com tramitação de forma digital.
Entre janeiro e abril daquele ano, respondeu interinamente pelo CARF o conselheiro Caio Marcos Cândido e, em maio, assumiu a presidência Otacílio Dantas Cartaxo, ex-secretário da Receita Federal, que já havia ocupado as presidências do 2o e do 3o Conselho de Contribuintes. Permaneceu no cargo até dezembro de 2014, quando foi sucedido por Barreto. 

## Responsabilidades
O CARF aprecia e julga a inconformidade dos contribuintes contra exigências tributárias e aduaneiras lançadas pela Administração Tributária. Neste mister, os Conselheiros devem atuar com neutralidade e imparcialidade no julgamento dos recursos, de maneira a contribuir para a segurança jurídica. A jurisprudência do órgão, fruto de decisões reiteradas sobre mesma matéria, tem peso relevante na redução dos litígios. Para isso, o CARF disponibiliza serviços relevantes aos contribuintes, como o Sistema PUSH de acompanhamento processual, a disponibilização da jurisprudência do órgão, com acesso amplo à integra das decisões proferidas - acórdãos e resoluções -, bem assim às súmulas editas.

## Presidentes do CARF

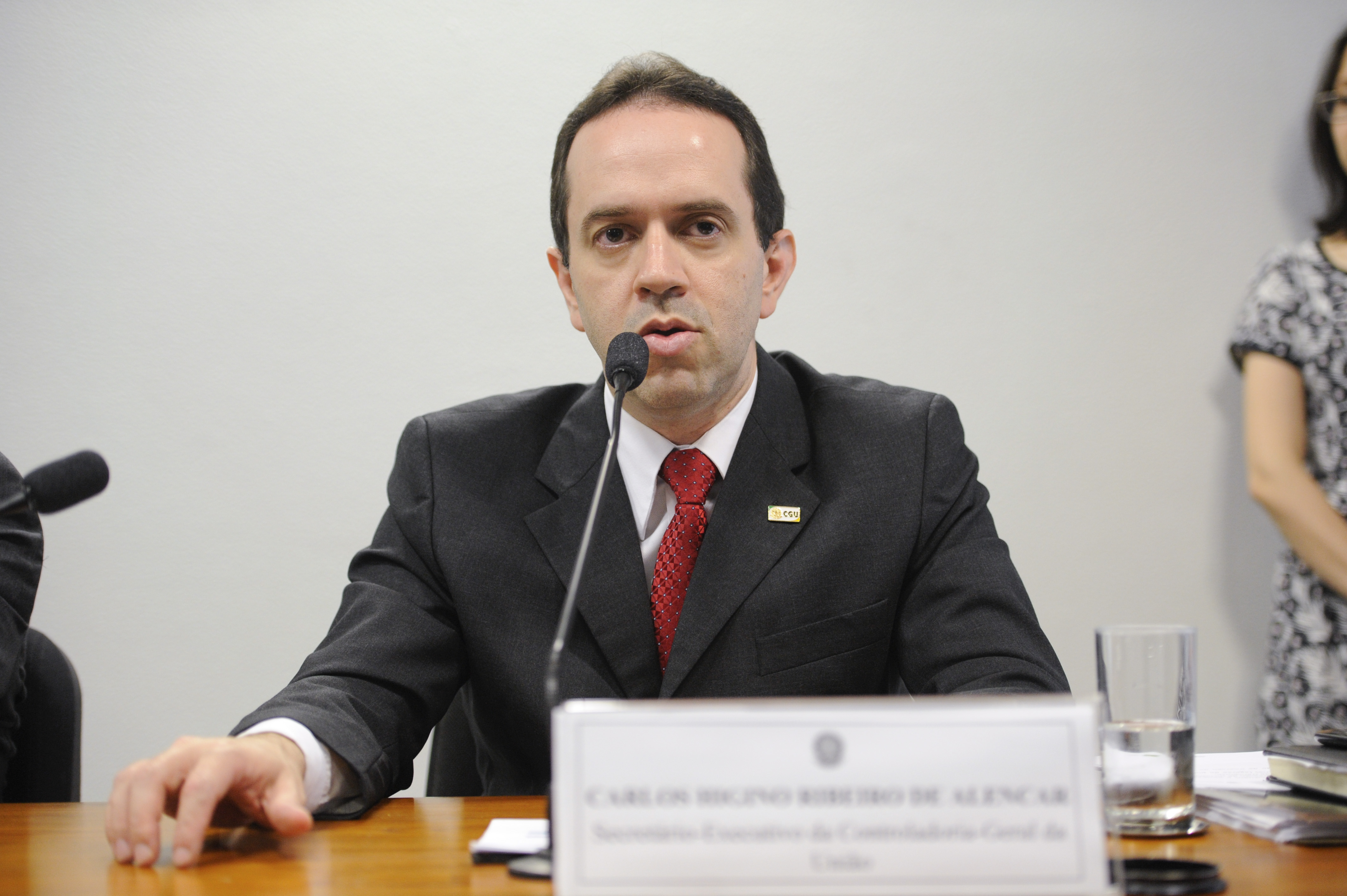
Carlos Higino Ribeiro de Alencar, atual presidente do CARF.

- 2023 até o momento - Carlos Higino Ribeiro de Alencar é o atual presidente do Conselho Administrativo de Recursos Fiscais (CARF). Graduado em Economia pela Universidade de São Paulo (1994) e em Direito pela Universidade Federal do Ceará (2003). Mestre em Direito Constitucional pelo Instituto Brasiliense de Direito Público (IDP) em 2009. Doutor em Direito pelo Centro Universitário de Brasília (2022), em cotutela com a Universidade de Paris 1 - Pantheón Sorbonne, na França, e com período de pesquisador visitante na Universidade de Syracuse, nos EUA. Auditor-Fiscal da Receita Federal do Brasil, desde 1997. Foi Ministro interino e Secretário-Executivo da Controladoria-Geral da União (CGU), Secretário de Estado de Transparência e Controle do Distrito Federal e Secretário-Executivo da Comissão de Ética Pública da Presidência da República (CEP). Na Secretaria Especial da Receita Federal do Brasil (RFB), do Ministério da Fazenda, foi Diretor, Coordenador-Geral, Chefe de Divisão e de Escritório. Foi membro titular, representando a Receita Federal, no Comitê de Monitoramento e Avaliação de Subsídios da União (CMAS). Atuou como presidente do Conselho Fiscal do SERPRO e da Corretora do Banco Regional de Brasília (BRB). Experiência nas áreas de Gestão e Finanças Públicas, Direito Tributário, Direito Administrativo, Ética Pública, Análise Econômica do Direito, Avaliação de Políticas Públicas e Controle.[11]

- 2022 - Carlos Henrique de Oliveira é bacharel e doutor em Direito pela USP, e especialista em Direito do Trabalho e Seguridade Social pela Università Degli Studi di Modena e Reggio Emilia, na Itália. Foi professor dos cursos de pós-graduação da Faculdade de Direito da USP/ Ribeirão Preto, da Fundação Instituto de Pesquisas Contábeis, Atuariais e Financeiras - Fipecafi e coordenador do curso de MBA em Direito Tributário da Receita Federal do Brasil/RFB, ministrado pela Escola de Direito de São Paulo da Fundação Getúlio Vargas – FGV-SP. No Conselho Administrativo de Recursos Fiscais - CARF, foi Conselheiro e Presidente da 1ª Turma da 2ª Seção, de 2012 a 2018, e presidente do CARF entre 2022 e 2023.[12][13]
- 2017 a 2022 - Adriana Gomes Rêgo é Auditora-Fiscal da Receita Federal do Brasil (RFB), foi conselheira e presidente do Conselho Administrativo de Recursos Fiscais - CARF e atualmente ocupa o cargo de subsecretária-geral da Receita Federal do Brasil. Graduada em Engenharia Civil pela Universidade Federal do Rio Grande do Norte (UFRN), 1992, e graduada em Direito pela Universidade de Brasília (UnB), 2000. Tem especialização em Direito Processual Tributário pela UnB (2008), cursou Altos Estudos de Defesa na Escola Superior de Guerra - ESG (2020) e é mestre em Direito pelo Centro de Estudos Universitários de Brasília (CEUB). [14][9]
- 2015 a 2017 - Carlos Alberto Freitas Barreto assume novamente a presidência do CARF (Portaria nº 31 da Casa Civil, de 9 de janeiro de 2015 e fica até 15 de janeiro de 2017). [9]
- 2011 a 2015 - Otacílio Dantas Cartaxo foi bacharel em Direito e Ciências Sociais pela Universidade Federal da Paraíba. Auditor-fiscal, foi Delegado da Receita Federal em Natal (RN), Inspetor do Porto de Recife (PE), Superintendente na 4ª Região Fiscal, Coordenador- Geral do Sistema Aduaneiro e Secretário Adjunto. Faleceu em 2017.[15]
- 2011 - Caio Marcos Cândido é nomeado Presidente do CARF em 26 de fevereiro de 2009 (Portaria nº 74 da Casa Civil, de 26 de fevereiro de 2009).[9]
- 2009 a 2010 - Carlos Alberto Freitas Barreto é bacharel em Ciências Econômicas pela Universidade Federal da Bahia (UFBA), graduado em 1975, e bacharel em Direito também pela UFBA, graduado em 1993. Possui especializações em Direito Tributário e Gestão Contemporânea, pela UFBA. Iniciou suas atividades profissionais como contador autônomo, no período de 1972 a 1975 e posteriormente trabalhou no Banco do Estado da Bahia, exercendo o cargo de analista econômico-financeiro, no período de 1975 a 1978. Ingressou na Receita Federal em outubro de 1978, tendo ocupado os cargos de chefe do Serviço de Fiscalização da DRF em Belém (PA), de 1981 a 1982; chefe do Serviço de Fiscalização da DRF em Salvador (BA), de 1985 a 1988; delegado da DRF em Salvador (BA), de 1992 a 1996; delegado da Delegacia de Julgamento da Receita Federal em Salvador (BA), de 1996 a 2001; secretário adjunto da Receita Federal do Brasil, de 2002 a 2009 e presidente do CARF, de abril de 2009 até sua nomeação para o cargo de secretário da RFB. Deixou o cargo em 9 de janeiro de 2015, sendo substituído por Jorge Antônio Deher Rachid e voltou para o cargo de presidente do CARF.[16]
- 2009 - Antônio José Praga de Souza foi último presidente do 1º Conselho de Contribuintes (CC), assumiu interinamente a presidência do CARF e passou a ser o presidente substituto e presidente da 1ª Seção de Julgamento. Ocupou o cargo até a nomeação definitiva de Carlos Alberto Freitas Barreto. [9]

## Operações da Polícia Federal

### Zelotes
A Operação Zelotes foi deflagrada em março de 2015 para investigar um esquema de corrupção no órgão. Conforme os relatórios das investigações  da Polícia Federal, alguns conselheiros suspendiam julgamentos e alteravam votos em favor de empresas, em troca de propinas.

### Quatro Mãos
A Operação Quatro Mãos foi deflagrada em 6 de julho de 2016, e prendeu em flagrante o integrante do Conselho Administrativo de Recursos Fiscais (Carf), João Carlos de Figueiredo Neto.